# Rudolf Wohlleben
Rudolf Wohlleben (* 4. Juni 1936 in Bad Kreuznach) ist ein deutscher Elektroingenieur, Schriftsteller und Studentenhistoriker.

## Leben
Wohlleben besuchte die Gymnasien in Sobernheim und Wilhelmsdorf (Württemberg) und das Gymnasium an der Stadtmauer in Bad Kreuznach. Nach dem Abitur (1955) machte er Industriepraktika in Bad Kreuznach und Rheinböllerhütte. Danach studierte er an der TH Karlsruhe und der TH München Physik und Nachrichtenübertragung. Seit dem 11. November 1960 Diplom-Ingenieur, war er von 1961 bis 1964 am Fraunhofer-Institut für Hochfrequenzphysik und Radartechnik in Rolandseck tätig. Von Oktober 1964 bis Dezember 1970 forschte er am Institut für Technische Elektronik der RWTH Aachen, an der er 1969 bei Heinz Lueg mit der Dissertation „Strahlungszonen- und Phasenzentrum der zweiarmigen, kegelförmigen, logarithmischen Spiralantenne“ zum Dr.-Ing. promoviert wurde. Am Max-Planck-Institut für Radioastronomie widmete er sich von 1971 bis 1999 den Disziplinen Mikrowellentechnik, Antennentechnik, Radar und Radioastronomie. An der Universität Kaiserslautern hielt er ab 1980 entsprechende Lehraufträge.
Wohlleben ist Mitglied von vier Corps im Weinheimer Senioren-Convent (und im Rudolstädter Senioren-Convent): Alemannia Karlsruhe (1. November 1955), Corps der Markomannen und Franco-Guestphalen (1998), Franconia Berlin zu Kaiserslautern (2001) und Franco-Guestphalia zu Köln (2004). Er war Vorsitzender des Weinheimer Verbandes Alter Corpsstudenten (1995–1997) und des Vereins für corpsstudentische Geschichtsforschung (2003–2009) sowie Kustos der WVAC-Sammlung im Würzburger Institut für Hochschulkunde (2005–2010). Er verehrt Stefan George. Das ihm zugedachte Liebesdrama Isi und Stefan führte er am 2. April 2011 im Kreuznacher Museum PuppentheaterKultur erstmals auf. Am 21. Juli 2011 eröffnete er Wohlleben’s Kreuznacher Faust-Museum.

## Werke
- Strahlungszonen- und Phasenzentrum der zweiarmigen, kegelförmigen, logarithmischen Spiralantenne, 1968, Dissertation.
- mit Heribert Sahler, Eberhard Zocher: Antennen für elliptische Polarisation und ihre Meßtechnik. Köln 1968.
- mit Klaus Pfaff: Fernfelddiagramm-Simulationen linearer Gruppenantennen auf dem Analogrechner. Köln, Opladen 1971.
- mit Klaus Pfaff, Winnimar Pielsticker und Eckard Hämmerlein: Fernfelddiagramm-Simulation ein- und mehrdimensionaler Gruppenstrahler mit verkoppelten Elementen auf dem hybriden Analogrechner. Köln 1973.
- mit Hartmut Mattes: Interferometrie in Radioastronomie und Radartechnik. Würzburg 1973.
- mit Hartmut Mattes und Thomas Krichbaum: Interferometry in Radioastronomy and Radar Techniques. Kluwer, Dordrecht Boston London 1991.
- Corps Alemannia Karlsruhe in 250 Semestern. St. Augustin 1988 (Herausgeber)
- Frühe Spätlese. Gedichte. Hamburg 1997.
- Bekannte Weinheimer Corpsstudenten, in: Wulf Thommel (Hrsg.): 100 Jahre Weinheimer Verband Alter Corpsstudenten (WVAC e. V.): 1903–2003. Weinheim 2003, S. 59–86.
- Isi und Stefan – Ida Coblenz (1870–1942) und Stefan George (1868–1933). Drama einer platonischen Liebe (szenische Darstellung in acht wahren Begegnungen, Februar 1892 bis März 1893). Bad Kreuznach 2009, 2012.
- Stefan George – Spurensuche für Liebhaber und Lernende. Eine praxisorientierte Einführung ins Literaturmuseum in Bingen. Alf (Mosel) 2004.
- Der WSC und die Achtundsechziger. Einst und Jetzt. Jahrbuch des Vereins für corpsstudentische Geschichtsforschung, Bd. 55 (2010), S. 417–445.